# David Cirici i Alomar
David Cirici i Alomar   (Barcelona, 11 de febrer de 1954) és un escriptor català. Llicenciat en filologia catalana, és membre del PEN català i de l'AELC. Ha estat professor de llengua i literatura catalanes. Ha treballat com guionista i locutor de ràdio (Ràdio 4) i com a guionista d'humor en televisió, molt especialment amb La Trinca i amb Rosa Maria Sardà. Des de 1987 s'ha dedicat a la publicitat. Ha treballat com a creatiu a la multinacional Saachi & Saachi i des del 1990, a la seva pròpia agència, IMAGINA. El 2000 funda Cirici Comunicació, activa fins al 2016. Des d'aleshores es dedica a escriure.

## Obres

### Narrativa infantil i juvenil
- Robòtia. Barcelona: Laia, 1985
- Llibre de vòlics, laquidambres i altres espècies. Barcelona: Destino, 1986
- L'esquelet de la balena. Barcelona: Empúries, 1986 (26 EDICIONS)
- Vols que et tallin una orella? Barcelona: Empúries, 1988
- La fàbrica de mentides. Barcelona: Empúries, 1995
- Els grúfols. Barcelona: Abadia de Montserrat, 1998
- Bet i Bup: Bèsties i bestieses. Barcelona: Destino, 2001
- Bet i Bup: Si jo fos com tu. Barcelona: Destino, 2002
- Molsa. Barcelona: Edebé, 2013[1]
- Zona prohibida. Barcelona: Fanbooks, 2013[2]
- La decisió d'en Viggo (Zona Prohibida II): Fanbooks, 2015
- Molsa i la Bèstia. Edebé, 2020
- Els incendiaris. Grup 62, 2021
- Tu voles, Max?. Edebé, 2023.

### Divulgació infantil
- L'home del cartró. Barcelona: Ajuntament de Barcelona, 2002
- La petita ciència de la salut, amb Valentí Fuster. Barcelona: Planeta, 2011

### Novel·la
- El baró i la leprosa. Barcelona: Empúries, 1999
- La vida dels altres. Barcelona: Planeta, 2000
- Els errors. Barcelona: Columna, 2003
- I el món gira. Barcelona: Columna, 2011
- El lladre del Guernica. Barcelona: Proa, 2015
- El setè àngel. Barcelona, Proa, 2017
- L'olor del desig. Barcelona, Proa, 2019
- No em busquis. Ed. Rosa dels Vents, 2021. En col·laboració amb Carmen Fernández Villalba.

### Traduccions
- El esqueleto de la ballena. Grijalbo Mondadori, colección El Arca, 1995
- Balearen eskeletoa. Elkar, 1992
- Musgo. Edebé, 2013 (Traducció de Molsa al castellà)
- So riecht glück, Dressler, 2014 (Traducció de Molsa a l'alemany)
- Muschio. Il Castori, 2015 (traducció de Molsa a l'italià)
- Neredesin Janinka. Final Kültür Sanat, 2015 (traducció de Molsa al turc)
- Een hondenleven. Ploegsma, 2018 (traducció de Molsa a l'holandès)
- Zona Prohibida, Algar, 2013
- Zona Prohibida II (La decisión de Viggo), Algar, 2015
- No me busques. EDICIONES B, 2021. En col·laboració amb Carmen Fernández Villalba.

### Obres dramàtiques representades
- Blau marí (musical). Companyia Roseland Musical, Barcelona, 1988
- Flit-flit (musical). Companyia Roseland Musical, Barcelona, 1989
- La casa per la finestra (musical). Companyia Roseland Musical, Barcelona, 1991
- Cara, calla (musical). Companyia Roseland Musical, Barcelona, 1994
- Molsa (Dansa i titelles). Companyia Thomas Noon, 2018

## Premis literaris
- Recull-Francesc Puig i Llensa de narració de 1982: Una ploma de gralla
- Premi Ramon Muntaner de literatura juvenil de 1986: L'esquelet de la balena
- Marian Vayreda de narrativa de 1995: La fàbrica de mentides
- Crítica Serra d'Or de 1996: La fàbrica de mentides
- Premi 23 d'abril de 2003: Els errors
- Premi Prudenci Bertrana de novel·la de 2011: I el món gira[3]
- Premi Edebé de literatura infantil de 2012: "Molsa"
- Premi Ramon Muntaner de literatura juvenil de 2013: Zona prohibida[2]
- Premi de literatura infantil El Vaixell de Vapor de 2015: El vol de l'oreneta.
- Premi Sant Jordi de novel·la 2016: El setè àngel.
- Premi Strega  de literatura infantil, Bolonya, 2017: Muschio / traducció a l'italià de Molsa.
- Premio Cento  Letteratura per Ragazzi, Torí, 2017: Muschio / traducció a l'italià de Molsa.